# Stolperstein im Aostatal
Der Stolperstein im Aostatal  ist Camillo Renzi gewidmet, einem Polizisten, der im August 1944 verhaftet, nach Dachau verschleppt und dort mutmaßlich im Februar 1945 umgebracht wurde. Stolpersteine werden vom deutschen Künstler Gunter Demnig in weiten Teilen Europas verlegt. Sie erinnern an das Schicksal der Menschen, die von den Nationalsozialisten ermordet, deportiert, vertrieben oder in den Suizid getrieben wurden und liegen im Regelfall vor dem letzten selbstgewählten Wohnsitz des Opfers. Ihre Bezeichnung lautet auf Italienisch: Pietre d’inciampo.
Der erste, bislang einzige Stolperstein im Aostatal wurde am 26. Januar 2022 in Aosta verlegt.

## Stolperstein
Der Stolperstein befindet sich in Aosta, Hauptstadt der autonomen Region Aostatal.
| Stolperstein | Übersetzung                                                                                                 | Verlegeort                               | Name, Leben |
| ------------ | --- | ---------------------------------------- | --- |
|              | HIER WAR IM DIENST CAMILLO RENZI GEBOREN 1903 VERHAFTET 18.8.1944 DEPORTIERT 1944 DACHAU ERMORDET 13.2.1945 | Corso Battaglione, 169 (vor der Quästur) | Camillo Renzi wurde am 1. März 1903 in Mugnano del Cardinale in der Provinz Avellino geboren. Seine Eltern waren Donato Renzi und Maria Grazia Speltra. Er heiratete Franca Scaramellino. Renzi studierte Jura an der Universität Neapel Federico II, schloss das Studium 1925 ab und trat am 1. März 1926 in Genua in den Polizeidienst ein. Noch im selben Jahr wurde er nach Rom versetzt, 1928 nach Turin und 1931 nach Neapel. Von da an war er verantwortlich für die persönliche Sicherheit von Maria Josè von Belgien, der Kronprinzessin und späteren Königin Italiens, und deren Kinder. Im Sommer 1943 hielt sich die Prinzessin mit ihrer Familie im Castello di Sarre auf und Camillo Renzi wurde der nächstliegenden Questur zugewiesen, die sich in Aosta befand. Die Prinzessin, die eine Abneigung gegen alles Deutsche empfand und mit den Partisanen sympathisierte, zog nach dem Waffenstillstand von Cassibile mit ihren Kindern in die Schweiz. Renzi beschloss nicht mitzugehen, er nahm eine Funktion im Polizeipräsidium von Aosta an. Er und seine Frau kooperierten mit der Resistenza. Am 18. August 1944 wurden das Ehepaar verhaftet, die Vorwürfe lauteten: Unterstützung der Partisanen und Mitgliedschaft im Comitato di Liberazione Nazionale, dem Nationalen Befreiungskomitee. Die Renzis waren zuerst in Aosta inhaftiert, dann in den Carceri Nuove von Turin und schließlich im Durchgangslager Bozen. Am 5. Oktober 1944 wurden Renzi und seine Frau in das KZ Dachau deportiert, wo sie vier Tage später ankamen. Dort wurden beide getrennt, er blieb in Dachau, sie wurde in das KZ Ravensbrück überstellt. Camillo Renzi wurde wahrscheinlich am 13. Februar 1945 in Dachau ermordet, nach Angaben des Service international de recherches starb er jedoch erst im April 1950. Franca Renzi Scaramellino konnte die KZ-Haft überleben. Sie kehrte nach Italien zurück. |